# Teltow
Den här artikeln handlar om staden Teltow i länet Potsdam-Mittelmark. För det historiska landskapet, se Teltow (landskap). För det nuvarande administrativa länet, se Landkreis Teltow-Fläming. För andra betydelser, se Teltow (olika betydelser).
Teltow är en stad i Tyskland, belägen omedelbart utanför Berlins sydvästra stadsgräns, i Landkreis Potsdam-Mittelmark i förbundslandet Brandenburg.
Teltow är sedan Berlinmurens fall 1989, efter att ha skiljts från Västberlin av muren, en snabbt växande förstad till Berlin och en del av Storstadsregion Berlin/Brandenburg.  Staden kallas även för Rübchenstadt Teltow, då en särskild sorts rovor, Teltowrovor, är döpta efter staden och ursprungligen odlades omkring Teltow.

## Geografi
Teltow ligger söder om Berlins stadsdelar Zehlendorf och Steglitz, och gränsen mot dessa utgjorde 1961-1989 en del av Berlinmuren. Norr om Teltow går Teltowkanalen, en kanal som genomkorsar Berlins södra förstäder och är döpt efter orten Teltow.  En mindre del av orten ligger norr om kanalen, omkring norra brofästet vid bron över till Kleinmachnow.
Teltow var fram till Teltowkanalens byggande i början av 1900-talet en lantlig småstad, och den gamla stadskärnan utgör idag endast några kvarter omkring kyrkan och rådhuset. Den nya centrumbebyggelsen ligger idag utanför den gamla stadskärnan.
Avståndet från Teltows centrum till Berlins centrum är omkring 20 km i nordostlig riktning. Till delstatshuvudstaden Potsdams centrum är avståndet cirka 17 km i västlig riktning.

## Befolkning
| År   | Invånare |
| ---- | -------- |
| 1875 | 2 771    |
| 1890 | 3 364    |
| 1910 | 4 943    |
| 1925 | 6 281    |
| 1933 | 9 343    |
| 1939 | 13 309   |
| 1946 | 12 087   |
| 1950 | 12 864   |
| 1964 | 13 974   |
| 1971 | 16 179   |

| År   | Invånare |
| ---- | -------- |
| 1981 | 15 809   |
| 1985 | 15 355   |
| 1989 | 15 966   |
| 1990 | 15 661   |
| 1991 | 15 666   |
| 1992 | 15 584   |
| 1993 | 15 478   |
| 1994 | 15 567   |
| 1995 | 15 576   |
| 1996 | 15 488   |

| År   | Invånare |
| ---- | -------- |
| 1997 | 16 021   |
| 1998 | 16 593   |
| 1999 | 17 343   |
| 2000 | 17 938   |
| 2001 | 18 445   |
| 2002 | 18 841   |
| 2003 | 19 188   |
| 2004 | 19 541   |
| 2005 | 19 972   |
| 2006 | 20 315   |

| År   | Invånare |
| ---- | -------- |
| 2007 | 20 658   |
| 2008 | 21 226   |
| 2009 | 21 904   |
| 2010 | 22 538   |
| 2011 | 22 716   |
| 2012 | 23 449   |
| 2013 | 24 031   |
| 2014 | 24 609   |
| 2015 | 25 483   |
| 2016 | 25 667   |

| År   | Invånare |
| ---- | -------- |
| 2017 | 25 761   |
| 2018 | 25 825   |
| 2019 | 26 902   |
| 2020 | 27 097   |

## Kultur och sevärdheter

### Museer
- Hembygdsmuseet i den gamla staden, inrymt i Teltows äldsta bevarade borgarhus från 1711.
- Deutsches Schweinmuseum, museum om svinuppfödningens historia i Tyskland, beläget i Ruhlsdorf söder om Teltows centrum.

### Kulturminnesmärkta byggnader
Den äldre bebyggelsen i Teltow är koncentrerad till kvarteren omkring stadens gamla torg, och sedan 1990-talet har stora delar av den gamla staden renoverats.
- Sankt Andreas-kyrkan, Teltows stadskyrka.  De äldsta delarna uppfördes på 1100-talet men kyrkan har under århundradenas gång flera gånger skadats i stadsbränder.    Kyrkans tak är från 1910-talet, uppfört efter en brand som förstörde 1800-talsinredningen av Karl Friedrich Schinkel.  Den senaste restaureringen avslutades 2007.  De gamla skadade kyrkklockorna finns idag att beskåda i prästgården på Ritterstrasse 11.
- Stubenrauchbrunnen på stadens torg, uppförd till minne av Teltowkanalens initiativtagare, landshövdingen Ernst von Stubenrauch.

### Idrott
Idrottsföreningen SV Eintracht Teltow-Kleinmachnow-Stahnsdorf 1949 e. V. har omkring 2100 medlemmar och är därmed en av regionens största idrottsföreningar.  Särskilt framgångsrikt är herrlaget i basket, som spelar i Zweite Bundesliga (näst högsta divisionen).  Ortens största fotbollsförening är Teltower FV 1913.

## Kommunikationer
Berlins pendeltåg trafikerar stationen Teltow Stadt, som är ändstation för linje S25 (Teltow Stadt – Friedrichstrasse – Hennigsdorf). Stationen Bahnhof Teltow öster om stadens centrum trafikeras av regionaltåg, där linje RE4 (Stendal/Rathenow – Berlin Hauptbahnhof – Jüterbog) samt vissa tåg på linje RE3 stannar i entimmestrafik. Från Teltow finns även bussförbindelser mot Bahnhof Berlin Zoologischer Garten och andra angränsande orter.

## Kända Teltowbor
- Markus Lüpertz (född 1941), konstnär, grafiker och skulptör.

## Galleri
- Befolkningsutveckling sedan 1875 inom nuvarande kommungränser.
- Aktuell befolkningsutveckling (blå linje) och prognoser.

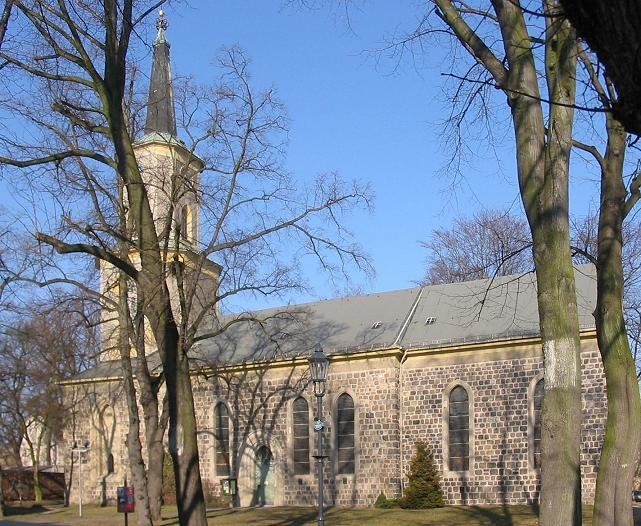
Sankt Andreas-kyrkan i gamla staden